# 円回内筋
円回内筋（えんかいないきん、英語: pronator teres muscle）は人間の上肢の筋肉で肘関節の屈曲、前腕の回内を行う。
浅頭・上腕骨頭は上腕骨内側上顆、深頭・尺骨頭は尺骨鈎状突起から起こり、2頭は合流して回内筋粗面で停止する。